# Адам Томасяк
Адам Томасяк (пол. Adam Tomasiak, 15 лютого 1953) — польський академічний веслувальник.
Бронзовий призер Олімпійських Ігор 1980 року в складі розпашної четвірки зі стерновим, учасник 1976 року.